# Jule Brand
Jule Brand (født 16. oktober 2002) er en kvindelig tysk fodboldspiller, der spiller angreb for OL Lyonnes i Première Ligue og Tysklands kvindefodboldlandshold.
Hun blev første gang udtaget til det tyske A-landshold af landstræner Martina Voss-Tecklenburg, til en venskabskamp mod Australien, den 10. april 2021. Hun blev efterfølgende udtaget til EM i kvindefodbold 2022 i England.

## Landsholdsstatistik
| #  | Dato              | Lokation                         | Modstander | Score | Resultat | Turnering               |
| -- | ----------------- | -------------------------------- | ---------- | ----- | -------- | ----------------------- |
| 1  | 10. april 2021    | Brita-Arena, Wiesbaden, Tyskland | Australien | 3–0   | 5–2      | Venskabskamp            |
| 2. | 26. oktober 2021  | Essen, Tyskland                  | Israel     | 1–0   | 7–0      | VM-kvalifikationen 2023 |
| 3. | 26. oktober 2021  | Essen, Tyskland                  | Israel     | 4–0   | 7–0      | VM-kvalifikationen 2023 |
| 4. | 26. november 2021 | Braunschweig, Tyskland           | Tyrkiet    | 4–0   | 8–0      | VM-kvalifikationen 2023 |
| 5. | 24. juni 2022     | Erfurt, Tyskland                 | Schweiz    | 6–0   | 7–0      | Venskabskamp            |